# Dominik Szoboszlai
Dominik Szoboszlai (Székesfehérvár, Hongria, 25 d'octubre de 2000) és un futbolista hongarès que juga com a migcampista al Liverpool FC i a la selecció hongaresa on és capità.
Procedent dels equips inferiors, Szoboszlai va debutar com a professional el 2017 amb el club austríac FC Liefering, l'equip reserva del Red Bull Salzburg. El gener de 2018, Szoboszlai va debutar amb el primer equip, fent-se un lloc com a titular des de la temporada 2018-19. Després de tres temporades, en les quals va ajudar el seu club a guanyar tres títols de lliga i dos de copa, el gener de 2021 Szoboszlai fitxarà pel RB Leipzig alemany, club associat amb el Red Bull Salzburg, convertint-se en el jugador hongarès més car de la història.
Szoboszlai ha representat Hongria a nivell internacional, tant a categories inferiors com a nivell professional. Va debutar amb la selecció absoluta als classificatoris per a la Eurocopa de 2020, ajudant el seu país a classificar-se per a la fase final amb un gol contra Islàndia marcat al darrer minut.

## Trajectòria

### Liefering
Szoboszlai va debutar com a professional durant la temporada 2017-18 amb el Liefering, en un partit de la segona divisió contra el Kapfenberg el 21 de juliol de 2017. Va marcar el seu primer gol professional contra el FC Blau-Weiß Linz el 4 d'agost de 2017.

### Red Bull Salzburg
Durant la temporada 2017-18, va debutar amb el primer equip contra l'Austria Wien el 27 de maig de 2018. Va entrar al camp als 57 minuts de partit substituint Enock Mwepu. Va marcar el seu primer gol en un partit de copa contra el SC Eglo Schwarz, amb victòria per 6-0. Va marcar el seu primer gol a la lliga contra el Wacker Innsbruck el 17 de març de 2019. El 17 de setembre de 2019 va debutar a la Lliga de Campions de la UEFA i va marcar el seu primer gol a la competició en una victòria per 6-2 contra el Genk.
Va marcar un hat-trick en una victòria contra l'Sturm Graz el 10 de juny de 2020. Va finalitzar la temporada amb 9 gols i 14 assistències en 27 partits de lliga, i va ser escollit com a millor jugador de la temporada al futbol austríac.

### RB Leipzig
El 17 de desembre de 2020, el RB Leipzig va anunciar el fitxatge de Szoboszlai per quatre temporades i mitja, fins al juny de 2025. Amb un preu de 20 milions d'euros, es va convertir en el futbolista hongarès més car de la història.

## Carrera internacional
Szoboszlai va ser el capità de la selecció sub-17 d'Hongria durant el Campionat d'Europa de futbol sub-17 de la UEFA 2017 a Croàcia, va marcar dos gols i la seva selecció va finalitzar el campionat en 6è lloc. També va ser el capità de la selecció sub-19 durant el Campionat d'Europa de futbol sub-19 de la UEFA 2019. Va debutar amb la selecció sub-21 contra Alemanya l'1 de setembre de 2017.
La seva primera convocatòria amb la selecció absoluta va ser per a un partit amistós contra Rússia i un partit de Classificació de la Copa del Món de futbol 2018 contra Andorra el juny de 2017. Va debutar el 21 de març de 2019 a un partit de classificació per a la Eurocopa de 2020 contra Eslovàquia, substituint László Kleinheisler al minut 54. Va marcar de falta directa el seu primer gol contra el mateix rival, Eslovàquia, en el mateix classificatori jugant com a local.
Va marcar un altre gol de falta directa a la Lliga de les Nacions de la UEFA 2020-21 contra Turquia en un partit jugat a Sivas.
Als play-offs de classificació per a la Eurocopa de 2020 contra Islàndia va marcar un gol a l'últim minut que classificà Hongria per a la fase final. No obstant, finalment no va anar convocat a la fase final de l'Eurocopa 2020 per culpa d'una lesió.

## Estadístiques

### Club
Actualitzat a 22 de desembre de 2020
| Club              | Temporada     | Lliga         | Lliga   | Lliga | Copa    | Copa | Continental | Continental | Total   | Total |
| Club              | Temporada     | Divisió       | Partits | Gols  | Partits | Gols | Partits     | Gols        | Partits | Gols  |
| ----------------- | ------------- | ------------- | ------- | ----- | ------- | ---- | ----------- | ----------- | ------- | ----- |
| Liefering         | 2017–18       | 2. Liga       | 33      | 10    | —       | —    | —           | —           | 33      | 10    |
| Liefering         | 2018–19       | 2. Liga       | 9       | 6     | —       | —    | —           | —           | 9       | 6     |
| Liefering         | Total         | Total         | 42      | 16    | —       | —    | —           | —           | 42      | 16    |
| Red Bull Salzburg | 2017–18       | Bundesliga    | 1       | 0     | 0       | 0    | —           | —           | 1       | 0     |
| Red Bull Salzburg | 2018–19       | Bundesliga    | 16      | 3     | 3       | 2    | 1           | 0           | 20      | 5     |
| Red Bull Salzburg | 2019–20       | Bundesliga    | 27      | 9     | 6       | 2    | 7           | 1           | 40      | 12    |
| Red Bull Salzburg | 2020–21       | Bundesliga    | 12      | 4     | 2       | 1    | 8           | 4           | 22      | 9     |
| Red Bull Salzburg | Total         | Total         | 56      | 16    | 11      | 5    | 16          | 5           | 83      | 26    |
| RB Leipzig        | 2020–21       | Bundesliga    | 0       | 0     | 0       | 0    | 0           | 0           | 0       | 0     |
| Total carrera     | Total carrera | Total carrera | 98      | 32    | 11      | 5    | 16          | 5           | 125     | 42    |

### Internacional
Actualitzat a 22 de desembre de 2020
| Selecció | Temporada | Partits | Gols |
| -------- | --------- | ------- | ---- |
| Hongria  | 2019      | 8       | 1    |
| Hongria  | 2020      | 4       | 2    |
| Total    | Total     | 12      | 3    |

## Palmarès
FC Red Bull Salzburg
- 4 Lligues austríaques: 2017-18, 2018-19, 2019-20, 2020-21
- 3 Copes austríaques: 2018-19, 2019-20, 2020-21

RB Leipzig
- 2 Copes alemanyes: 2021-22, 2022-23

Liverpool FC
- 1 Copa de la Lliga anglesa: 2023-24
- 1 Premier League: 2024-25